# پارک ملی برات بالی
پارک ملی برات بالی (انگلیسی: Taman Nasional Bali Barat) پارکی کوهستانی و دربرگیرندهٔ جنگلهای حرا، دشت و جنگل‌های انبوه، بادهای موسمی، زمینهای هموار، پوشش گیاهان دریایی، صخره‌های مرجانی، سواحل شنی و دریاهای کم عمق و عمیق است. برات، پارکی ملی در بالی است که با اختصاص ۵ درصد از مساحت جزیره بالی دارای بیش از ۱۹۰ کیلومتر مربع وسعت می‌باشد و در پهنه وسیع خود نطقه کوهستانی، جنگل‌های سرسبز، سواحل زیبا، دشت‌های هموار، صخره‌های مرجانی، پوشش گیاهی غنی و آب‌های زلال را جای داده‌است. پارک ملی برات به دلیل قرار گرفتن در نوک غربی جزیره بالی با نام پارک ملی غربی نیز شناخته می‌شود و سواحل شنی سفید، جنگل‌های زیبای حرا، صخره‌های مرجانی، آب‌های شفاف آن بهترین مکان برای تفریح و گردش می‌باشد. در بخشی از پارک ملی برات، امکان بازدید از حیوانات و تمساح‌ها نیز وجود دارد؛ که برخی از این گونه‌ها از مواردی هستند که در خطر انقراض می‌باشند.
پارک ملی برات بالی به دلیل موقعیتی که دارد، بادهای موسمی خوبی در آن می‌وزد و در بیشتر مناطق آن، باد خنک ساحلی، وزش می‌کند. شبه جزیره پراپات آگونگ نیز از پارک ملی برات بالی قابل دسترس است.
پارک ملی برات بالی درسال ۱۹۴۱ تأسیس شد.

## خصوصیات و ویژگی‌های پارک ملی برات بالی
سواحل شنی سفید، جنگل‌های زیبای حرا، صخره‌های مرجانی، آب‌های شفاف پارک ملی برات جاذبه‌ای برای تفریح و گردش می‌باشد. از تفریحات اصلی در پارک ملی برات بالی، ساحل شنی کم عمق آن است. با این که ساحل پارک ملی برات بالی را شن‌های سفید تشکیل داده‌اند، اما پوشش گیاهان دریایی در پارک ملی برات بالی، از جنس مرجان است و شنا کردن در این ساحل به دلیل تمیز بودن و عمق کم آن، بسیار لذت بخش خواهد بود.